# Sean Elliott
Sean Michael Elliott (Tucson, 2 febbraio 1968) è un ex cestista statunitense, professionista nella NBA. Alto 203 centimetri, ha giocato nel ruolo di ala piccola nei San Antonio Spurs e solo per un anno nei Detroit Pistons. È stato il primo giocatore nella storia della NBA a tornare in campo dopo un trapianto di rene.

## Carriera universitaria
Diplomatosi nel 1985 alla Cholla High Magnet School nella sua città natale di Tucson, frequenta l'Università dell'Arizona giocando per la squadra di basket dei Wildcats. Nel campionato universitario, si mette in luce negli ultimi due anni di college, in particolare in quello da senior, ricevendo il premio Wooden Award del 1989 come miglior giocatore maschile nella Division I del campionato NCAA. Durante la sua carriera nel college, nel 1986 partecipa e vince il Campionato mondiale di basket in Spagna con la nazionale americana.

## L'esordio nella NBA
Con grosse aspettative, viene scelto al 1º giro con il numero 3 dai San Antonio Spurs nel draft NBA 1989. Pur senza registrare numeri eccezionali nella stagione da rookie (10 punti e 3,7 rimbalzi a partita), avrà subito modo di formare con l'altra matricola David Robinson una delle coppie più affiatate e prolifiche degli anni novanta. A dimostrazione di ciò, già nell'anno del debutto della coppia Elliott-Robinson, gli Spurs concludono la stagione con un record di 56-26, ben 35 vittorie rispetto all'anno precedente, finendo primi nella Midwest Division della Western Conference e giungendo fino alle semifinali di Conference. Negli anni successivi, le cifre personali di Elliott miglioreranno di stagione in stagione, fino ai 17,2 punti a gara del campionato 1992-93, durante il quale riceve la prima convocazione all'All Star Game e in cui segnerà il suo record di punti in carriera, 41 contro i Dallas Mavericks.

## Breve parentesi con i Detroit Pistons
Nel 1993 viene ceduto ai Detroit Pistons in cambio di Dennis Rodman. I Pistons, divenuti l'ombra della squadra campione NBA di pochi anni prima, vedono nella giovane e talentuosa ala l'uomo con cui poter rinascere e tornare ai vertici, ma Sean non riesce ad ambientarsi nel nuovo team e a mantenere alte le sue prestazioni, segnando decisamente di meno. A campionato in corso, la franchigia è in trattativa per rimandarlo in Texas, stavolta agli Houston Rockets in cambio di Robert Horry e Matt Bullard, ma la trattativa finisce con un nulla di fatto.

## Il ritorno a San Antonio e il titolo NBA
Dopo una sola stagione mediocre in maglia rosso-blu (appena 12,2 punti a gara), viene riceduto ai San Antonio Spurs, in cambio di Bill Curley. Tornando al fianco del centro David Robinson, diventato ormai uno dei più forti giocatori del campionato, Elliott ricomincia a giocare meglio di quanto abbia mai fatto in precedenza, con la sua migliore stagione nel 1995-96, quando segna 20 punti a partita e cattura 5,1 rimbalzi. Inizia anche a migliorare il suo tiro dalla lunga distanza, "arma" occasionale del repertorio offensivo di Sean, tirando spesso con oltre il 40% da tre punti.
Gli anni seguenti, Elliott registra cifre e prestazioni sempre più basse, giocando con notevoli difficoltà e saltando ben oltre la metà delle partite sia nel 1996-97 sia nel 1997-98. Ad ogni modo, continua a dimostrarsi un'importante pedina per la squadra, specie nel 1999. Grazie all'arrivo in squadra di un'altra futura superstar come Tim Duncan, Sean diventa campione NBA con gli Spurs, battendo facilmente in finale i New York Knicks. Durante i play-off, Elliott si rende protagonista di poche giocate, ma altamente efficaci: clamoroso il suo impossibile canestro da tre punti contro i Portland Trail Blazers nei secondi finali di gara-2 delle finali di Conference. Mario Elie effettua una rimessa laterale che viene quasi intercettata dal giocatore dei Blazers Stacey Augmon. Elliott riesce a ricevere palla in prossimità della linea laterale e, in equilibrio precario, tira in punta di piedi per evitare di calpestare la linea, eludendo anche il tentativo di stoppata di Rasheed Wallace, ala di 2 metri e 11. Il tiro passerà alla storia col nome di "Memorial Day Miracle".

## La malattia
Appena dopo la conquista dell'anello, Elliott rivela che le difficoltà di gioco degli ultimi periodi sono dovuti a una grave malattia renale, la glomerulosclerosi segmentaria e focale. Dopo solo due mesi dall'essere diventato campione NBA, Sean si sottopone a un trapianto di rene, donatogli da suo fratello maggiore Noel, il 16 agosto del 1999. Con grande coraggio, riesce a tornare in campo nel marzo del 2000 per le ultime 19 gare di campionato, diventando così il primo cestista a tornare a giocare una gara NBA dopo un trapianto di rene. Il ritorno avviene contro gli Atlanta Hawks, ed è accolto con enorme affetto dal pubblico. Riesce addirittura a mettere a segno una schiacciata, facendo esplodere lo stadio. Partecipa anche alla stagione seguente, giocando una ventina di minuti a gara.
Sempre nel 2000, un altro importante ex-giocatore NBA è stato colpito dalla stessa patologia: si tratta di Alonzo Mourning, centro dei Miami Heat e dei Charlotte Hornets. Come Elliott, anche lui ha subìto un trapianto di reni ed è riuscito a tornare in campo.

## Dopo il ritiro
Elliott ufficializza il suo ritiro nel 2001. In carriera, ha registrato medie di 14,2 punti, 4,3 rimbalzi e 2,6 assist. Oltre al già citato titolo NBA, vanta due partecipazioni all'All Star Game e l'oro ai mondiali del 1986. È primo negli Spurs sia per tiri da 3 punti realizzati (563) sia effettuati (1.485). Ha successivamente lavorato per la NBC, la ABC Sports e la ESPN. La sua maglia numero 32 è stata ritirata il 6 marzo 2005, a quasi cinque anni di distanza dal suo ritorno allo sport.

## Statistiche
| † | Denota le stagioni in cui ha vinto il titolo |
| * | Primo nella lega                             |

### NCAA
| Anno      | Squadra          | PG  | PT | MP   | TC%  | 3P%  | TL%  | RP  | AP  | PRP | SP  | PP   |
| --------- | ---------------- | --- | -- | ---- | ---- | ---- | ---- | --- | --- | --- | --- | ---- |
| 1985-1986 | Arizona Wildcats | 32  | -  | 33,7 | 48,6 | -    | 74,9 | 5,3 | 2,2 | 0,7 | 0,3 | 15,6 |
| 1986-1987 | Arizona Wildcats | 30  | -  | 34,9 | 51,0 | 37,1 | 77,0 | 6,0 | 3,7 | 0,7 | 0,2 | 19,3 |
| 1987-1988 | Arizona Wildcats | 38  | -  | 32,9 | 57,0 | 47,1 | 79,3 | 5,8 | 3,6 | 0,7 | 0,4 | 19,6 |
| 1988-1989 | Arizona Wildcats | 33  | -  | 34,1 | 48,0 | 50,4 | 84,1 | 7,2 | 4,1 | 1,0 | 0,3 | 22,3 |
| Carriera  | Carriera         | 133 | -  | 33,8 | 51,2 | 45,6 | 79,3 | 6,1 | 3,4 | 0,8 | 0,3 | 19,2 |

### NBA

#### Regular Season
| Anno       | Squadra           | PG  | PT  | MP   | TC%  | 3P%  | TL%  | RP  | AP  | PRP | SP  | PP   |
| ---------- | ----------------- | --- | --- | ---- | ---- | ---- | ---- | --- | --- | --- | --- | ---- |
| 1989-1990  | San Antonio Spurs | 81  | 69  | 25,1 | 48,1 | 11,1 | 86,6 | 3,7 | 1,9 | 0,6 | 0,2 | 10,0 |
| 1990-1991  | San Antonio Spurs | 82  | 82  | 37,1 | 49,0 | 31,3 | 80,8 | 5,6 | 2,9 | 0,8 | 0,4 | 15,9 |
| 1991-1992  | San Antonio Spurs | 82  | 82  | 38,0 | 49,4 | 30,5 | 86,1 | 5,4 | 2,6 | 1,0 | 0,4 | 16,3 |
| 1992-1993  | San Antonio Spurs | 70  | 70  | 37,2 | 49,1 | 35,6 | 79,5 | 4,6 | 3,8 | 1,0 | 0,4 | 17,2 |
| 1993-1994  | Detroit Pistons   | 73  | 73  | 33,3 | 45,5 | 29,9 | 80,3 | 3,6 | 2,7 | 0,7 | 0,4 | 12,1 |
| 1994-1995  | San Antonio Spurs | 81  | 81  | 35,3 | 46,8 | 40,8 | 80,7 | 3,5 | 2,5 | 1,0 | 0,5 | 18,1 |
| 1995-1996  | San Antonio Spurs | 77  | 77  | 37,7 | 46,6 | 41,1 | 77,1 | 5,1 | 2,7 | 0,9 | 0,4 | 20,0 |
| 1996-1997  | San Antonio Spurs | 39  | 39  | 35,7 | 42,2 | 33,3 | 75,5 | 4,9 | 3,2 | 0,6 | 0,6 | 14,9 |
| 1997-1998  | San Antonio Spurs | 36  | 36  | 28,1 | 40,3 | 37,8 | 71,8 | 3,4 | 1,7 | 0,7 | 0,4 | 9,3  |
| 1998-1999† | San Antonio Spurs | 50  | 50  | 30,2 | 41,0 | 32,8 | 75,7 | 4,3 | 2,3 | 0,5 | 0,3 | 11,2 |
| 1999-2000  | San Antonio Spurs | 19  | 19  | 20,6 | 35,8 | 35,1 | 78,1 | 2,5 | 1,5 | 0,6 | 0,1 | 6,0  |
| 2000-2001  | San Antonio Spurs | 52  | 34  | 23,6 | 43,4 | 42,6 | 71,4 | 3,3 | 1,6 | 0,4 | 0,5 | 7,9  |
| Carriera   | Carriera          | 742 | 712 | 33,0 | 46,5 | 37,5 | 79,9 | 4,3 | 2,6 | 0,8 | 0,4 | 14,2 |
| All-Star   | All-Star          | 2   | 0   | 18,5 | 33,3 | 33,3 | 80,0 | 3,5 | 1,0 | 0,0 | 0,0 | 9,0  |

#### Play-off
| Anno     | Squadra           | PG | PT | MP   | TC%  | 3P%  | TL%    | RP  | AP  | PRP | SP  | PP   |
| -------- | ----------------- | -- | -- | ---- | ---- | ---- | ------ | --- | --- | --- | --- | ---- |
| 1990     | San Antonio Spurs | 10 | 10 | 29,1 | 55,2 | 0,0  | 72,4   | 4,1 | 1,8 | 0,9 | 0,6 | 12,7 |
| 1991     | San Antonio Spurs | 4  | 4  | 33,0 | 42,5 | 0,0  | 78,1   | 5,5 | 4,0 | 1,0 | 0,3 | 14,8 |
| 1992     | San Antonio Spurs | 3  | 3  | 45,7 | 47,5 | 62,5 | 88,9   | 4,3 | 2,7 | 1,0 | 1,3 | 19,7 |
| 1993     | San Antonio Spurs | 10 | 10 | 38,1 | 47,2 | 21,4 | 92,5   | 4,8 | 3,6 | 0,8 | 0,3 | 15,8 |
| 1995     | San Antonio Spurs | 15 | 15 | 38,3 | 43,5 | 36,4 | 77,6   | 4,8 | 2,7 | 0,7 | 0,5 | 17,3 |
| 1996     | San Antonio Spurs | 10 | 10 | 38,9 | 40,2 | 29,4 | 79,7   | 3,9 | 2,5 | 1,1 | 0,4 | 15,5 |
| 1999†    | San Antonio Spurs | 17 | 17 | 33,8 | 44,4 | 40,0 | 76,3   | 3,4 | 2,6 | 0,5 | 0,2 | 11,9 |
| 2000     | San Antonio Spurs | 4  | 4  | 29,8 | 37,5 | 38,5 | 62,5   | 5,5 | 1,3 | 0,0 | 0,5 | 10,0 |
| 2001     | San Antonio Spurs | 12 | 0  | 19,9 | 37,3 | 36,4 | 100,0* | 2,2 | 1,2 | 0,4 | 0,5 | 4,8  |
| Carriera | Carriera          | 85 | 73 | 33,4 | 44,5 | 35,6 | 80,1   | 4,0 | 2,4 | 0,7 | 0,4 | 13,2 |

#### Massimi in carriera
- Massimo di punti: 41 vs Dallas Mavericks (18 dicembre 1992)[1]
- Massimo di rimbalzi: 17 vs Houston Rockets (4 gennaio 1992)
- Massimo di assist: 12 vs Denver Nuggets (7 novembre 1990)
- Massimo di palle rubate: 6 vs New Jersey Nets (18 novembre 1989)
- Massimo di stoppate: 4 vs Dallas Mavericks (8 marzo 1992)
- Massimo di minuti giocati: 53 vs Denver Nuggets (7 novembre 1992)

## Palmarès
- McDonald's All-American Game (1985)
- NCAA AP Player of the Year (1989)
- NCAA John R. Wooden Award (1989)
- 2 volte NCAA AP All-America First Team (1988, 1989)
- Campionato NBA: 1

San Antonio Spurs: 1999
- NBA All-Rookie Second Team (1990)
- 2 volte NBA All-Star (1993, 1996)